# 奧沙華站
杜林學院奧沙華車站是加拿大安大略省奧沙華的一个通勤铁路、客运铁路和区域巴士服务的车站。它是GO運輸湖濱東線的總站，維亞鐵路的走廊亦在此停靠，從多倫多開往渥太華和滿地可。該巴士總站有GO運輸和杜林區交通局的巴士路線在此停靠。

## 歷史

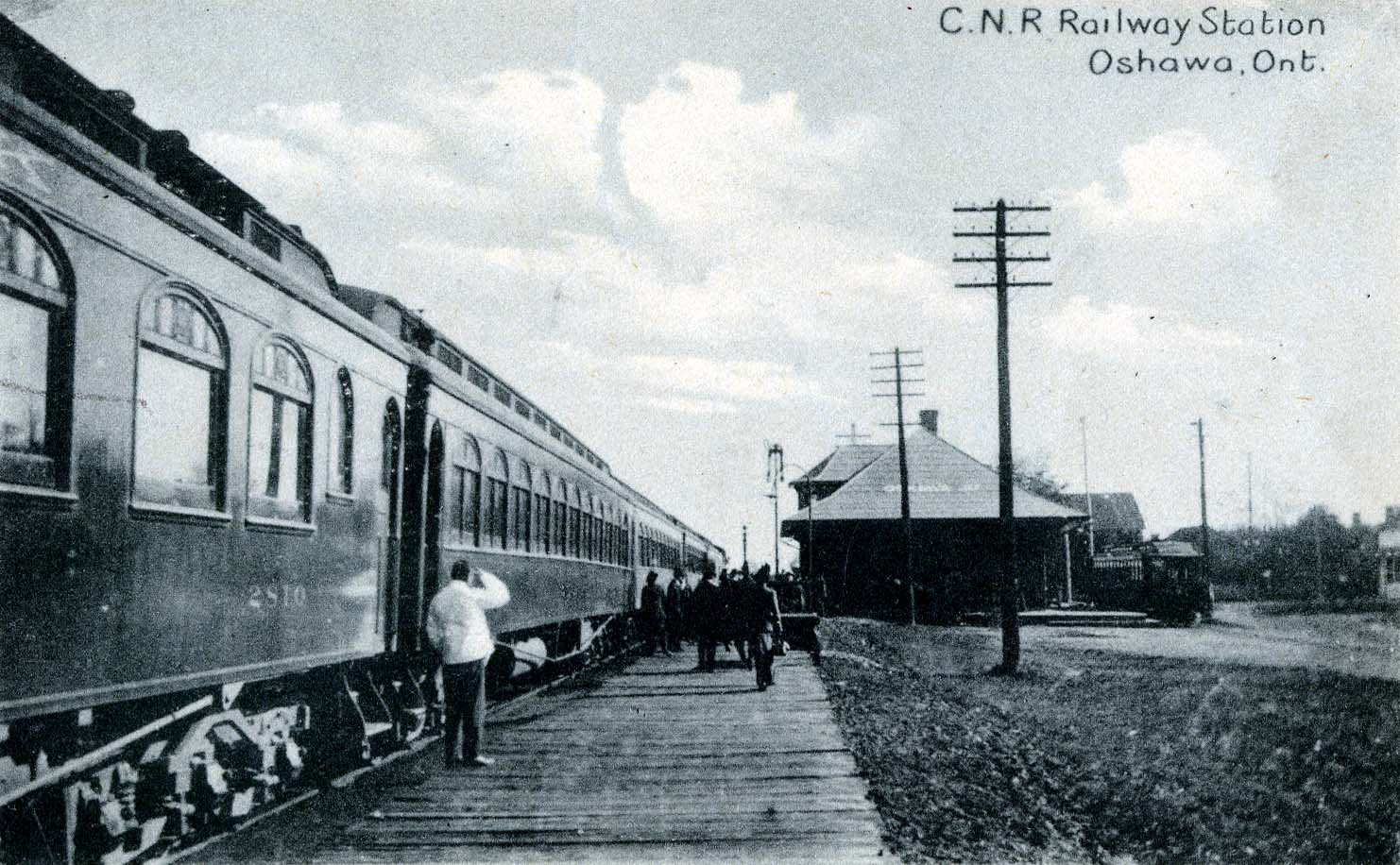
舊國鐵車站

滿地可與多倫多之间的幹線铁路於1856年竣工 ，而奧沙華的第一个车站位於雅柏街 (Albert Street) 与幹線鐵路路軌的交匯處。  1923 年，幹線鐵路被加拿大國家鐵路吸收合併，國鐵公司則於1960年代在原车站西側建造了一座单层平顶车站，位置在现在位於鐵軌北側的國家鐵路調車場。 1990 年代初，维亚铁路公司對該車站進行了扩建和升级，GO運輸的湖濱東線也於1995年延伸至此站。
2017年11月24日，奧沙華車站現代化改造工程竣工并向公众开放。该项目于两年前宣佈，是維亞鐵路與安省公共交通机构都市連通合作完成的。 這個造價1400萬加元的項目包括對售票柜台作出現代化升級工程、扩建配有更大公共卫生间的候车区，以及修建一座通往 維亞鐵路月台的行人天橋，使司机、行人和骑自行车的人更容易进出车站。 

## 維亞鐵路服務
该车站定期有多伦多與蒙特利尔或渥太华之间的走廊城際列車停靠。 2009年，维亚铁路宣布计划在现有车站大楼旁建造一个全新且完全无障碍的车站，作为多倫多和滿地可間主幹線京士頓線重大改进的一部分。

## GO運輸服務

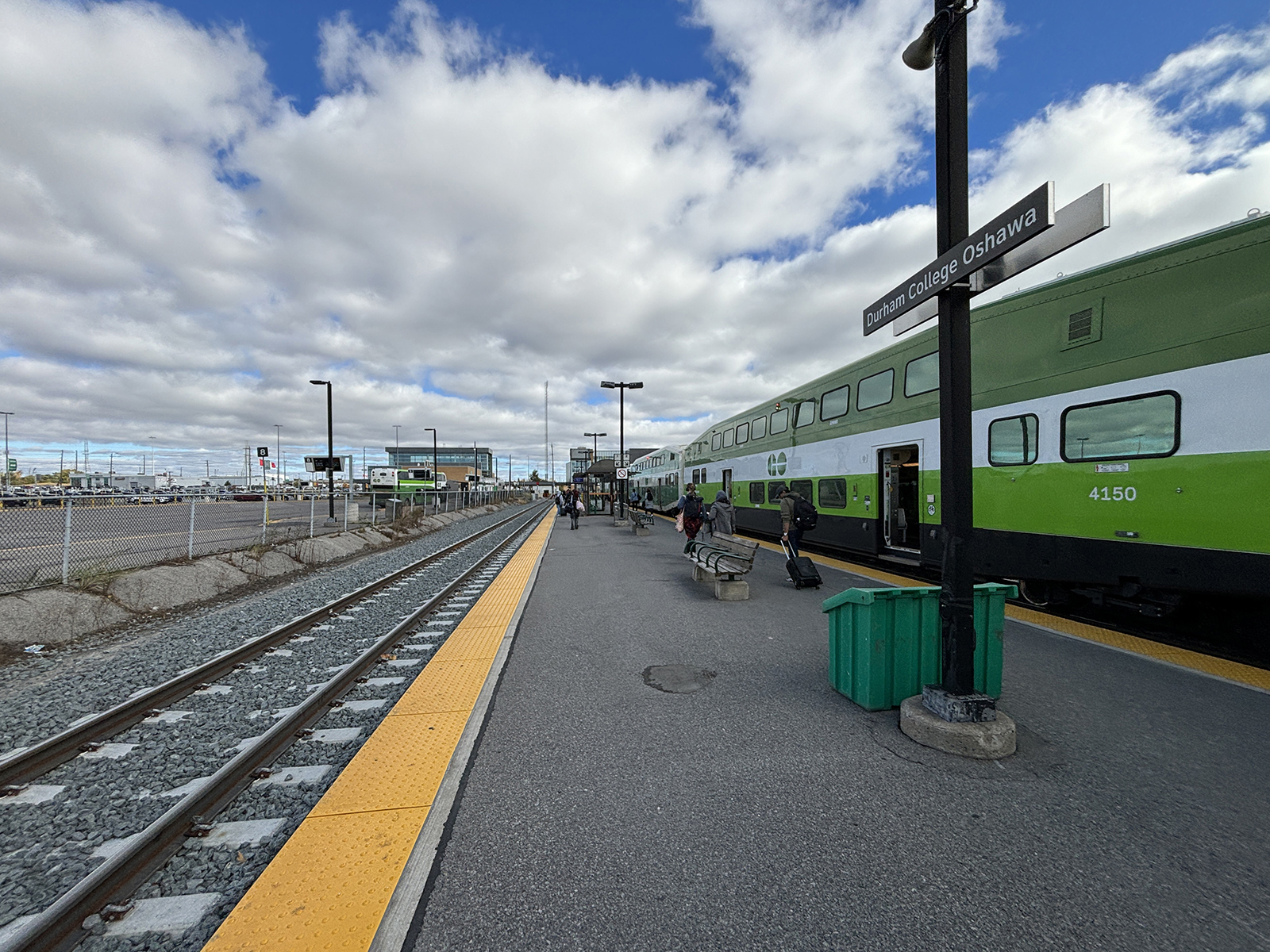
奧沙華車站GO運輸月台

奧沙華是GO湖濱東線列车服务的东端總站，該線在皮克靈以东拥有自己的专用轨道。 該車站是GO運輸中唯二位於路軌終端的終點站，另一个是位于尼亞加拉瀑布城車站。
奧沙華車站被GO巴士连接往东的高帝士 (Courtice)、 保民鎮 (Bowmanville) 和彼得堡 (Peterborough) 。西行的GO巴士路線則將奧沙華連結至惠特比、亞積士、皮克靈、士嘉堡、多伦多和奧克維爾。
2022年10月，奧沙華車站成为第一个签订冠名合作协议的都市連通車站。該車站被杜林學院冠名贊助，合約有效期10年。隨後，該站更名為杜林學院奧沙華車站 (Durham College Oshawa GO)，該名稱在車站建築本身、各地圖以及其他都市連通所擁有的資產上被使用。 

## 連接巴士服務
杜林區交通局
- 403 往奧沙華中央總站
- 421 往高帝士
- 902 往保民鎮/特魯士道 (途經奧沙華中央總站)

GO運輸
- 52 - 407公路東巴士[9]
- 56 - 奧沙華/奧克維爾巴士
- 88 - 彼得堡/奧沙華巴士[10]
- 90 - 湖濱東清晨巴士[11]
- 92 - 奧沙華/約杜本地巴士[9]
- 96 - 奥沙瓦/芬治快速巴士[12]

杜林區交通局为奧沙華市及周边城鎮（如惠特比、佩里港、亞積士、皮克靈和克拉靈頓）提供服务。 
杜林區交通局車票及季票可在杜林區內行駛的GO巴士上使用，乘客可以在杜林區交通局巴士和GO巴士之間自由轉乘，完成區內的旅程。在杜林區以外從GO巴士轉乘杜林區交通局巴士 (反之亦然)則能夠享有免費轉乘。